# Serment olympique

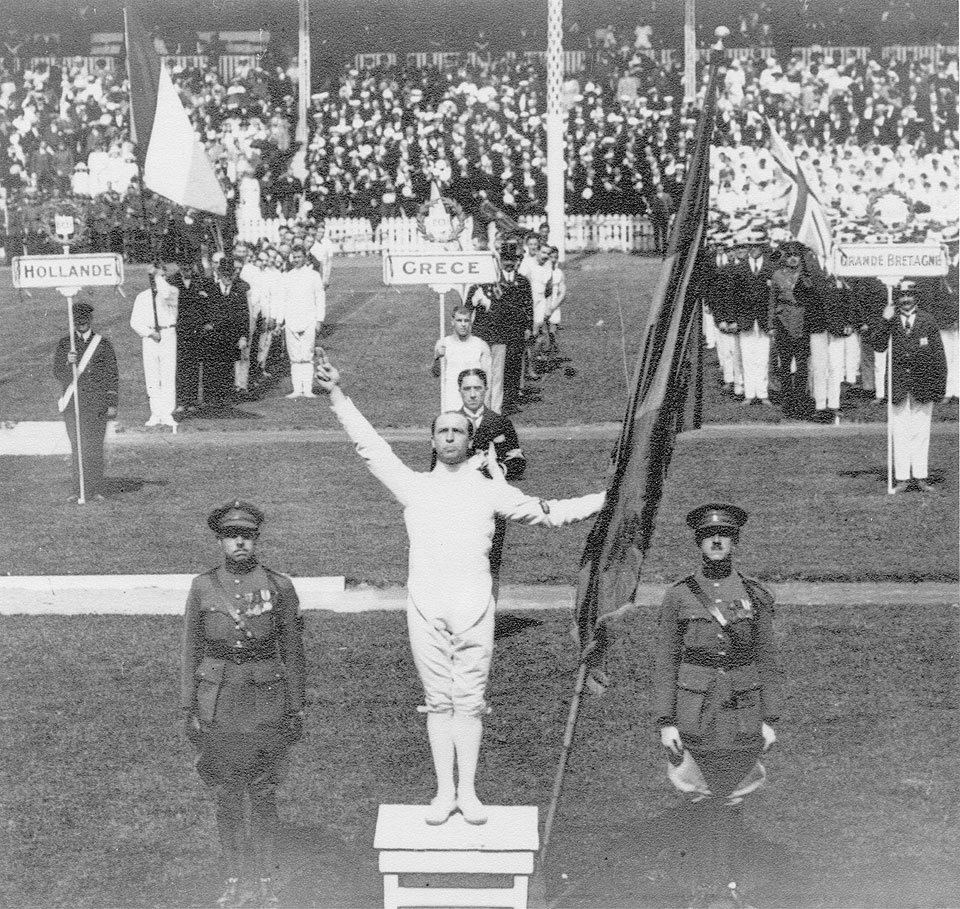
Victor Boin prête le serment en 1920.

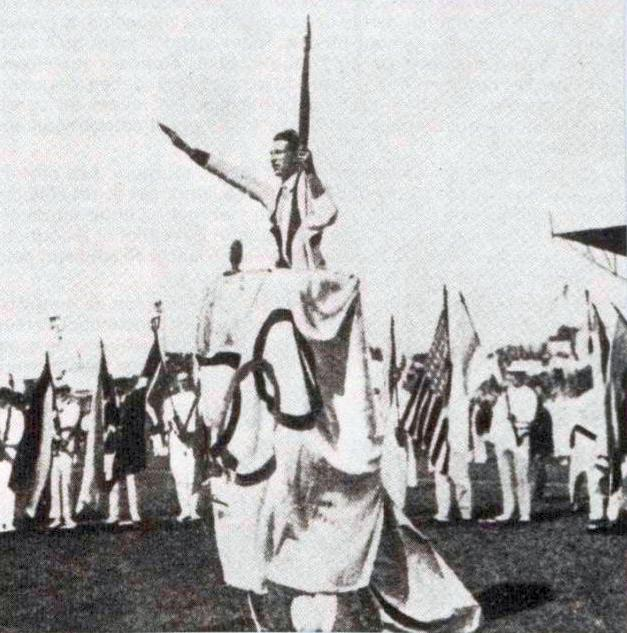
Géo André prête le serment en 1924.

Le serment olympique est un serment prononcé par un athlète, un arbitre et, depuis 2012, un entraîneur lors de la cérémonie d'ouverture des Jeux olympiques modernes. Depuis février 2018, un seul serment est prononcé au nom des trois catégories.
L'athlète et l'arbitre, qui sont du pays organisateur, tiennent un coin du drapeau olympique pendant qu'ils prononcent le serment.

## Texte des serments

### Serment olympique
« Au nom de tous les concurrents, je promets que nous prendrons part à ces Jeux olympiques en respectant et suivant les règles qui les régissent, en nous engageant pour un sport sans dopage et sans drogue, dans un esprit de sportivité, pour la gloire du sport et l'honneur de nos équipes ».

### Serment du juge
« Au nom de tous les juges et officiels, je promets que nous remplirons nos fonctions pendant ces Jeux olympiques en toute impartialité, en respectant et suivant les règles qui les régissent, dans un esprit de sportivité ».

### Serment de l'entraîneur
« Au nom de tous les entraîneurs et des autres membres de l'entourage des athlètes, je promets de faire respecter et de défendre pleinement l'esprit de sportivité et le fair-play selon les principes fondamentaux de l'olympisme ».

### Serment unifié
Depuis les Jeux olympiques d'hiver de 2018, un seul serment est prononcé.

#### Serment aux Jeux olympiques d'hiver de 2018
Les représentants des athlètes, des juges et des entraîneurs prononcent respectivement :

« Au nom des athlètes, »

« Au nom de tous les juges, »

« Au nom de tous les entraîneurs et officiels, »
Puis le représentant des athlètes continue le serment :
« Nous promettons que nous prendrons part à ces Jeux olympiques en respectant et suivant les règles qui les régissent, et ce dans un esprit de sportivité.
Nous nous engageons pour un sport sans dopage et sans tricherie.
Nous le faisons pour la gloire du sport, pour l'honneur de nos équipes et dans le respect des principes fondamentaux de l'Olympisme. ».

#### Serment depuis les Jeux olympiques d'été de 2020
Le texte est à nouveau modifié pour les Jeux olympiques d'été de 2020, et ce sont désormais six personnes qui prononcent le serment (trois couples hommes/femmes de deux athlètes, deux juges et deux entraîneurs).
Les représentants des athlètes, des juges et des entraîneurs prononcent respectivement :

« Au nom des athlètes, »

« Au nom de tous les juges, »

« Au nom de tous les entraîneurs et officiels, »
Puis le serment continue par :
« Nous promettons de prendre part à ces Jeux olympiques en respectant et en suivant les règles, dans un esprit de fair-play, d'inclusion et d'égalité. Ensemble, nous sommes solidaires et nous nous engageons pour un sport sans dopage, sans tricherie et sans aucune forme de discrimination. Nous le faisons pour l’honneur de nos équipes, dans le respect des principes fondamentaux de l’Olympisme, et pour rendre le monde meilleur grâce au sport. ».

## Histoire
Le serment olympique a été écrit par Pierre de Coubertin. En plus de s'assurer que les athlètes respectent les règles olympiques, il rappelle les cérémonies des Jeux olympiques antiques où les athlètes prêtaient serment devant Zeus Horkios. Le serment a été prononcé pour la première fois aux Jeux olympiques d'été de 1920 à Anvers par l'escrimeur belge Victor Boin. Les athlètes prononçant le serment olympique sont choisis par le comité d'organisation des Jeux. Le premier serment prononcé par un arbitre l'a été lors des Jeux olympiques d'hiver de 1972 à Sapporo et le premier serment prononcé par un entraîneur l'a été lors des Jeux olympiques d'été de 2012 à Londres,.
Le texte du serment a légèrement évolué au fil du temps. Par exemple, l'expression « pour l'honneur de nos pays » a été remplacée en 1964 par « pour l'honneur de nos équipes », moins nationaliste. Les mots concernant le dopage ont été ajoutés pour les Jeux olympiques d'été de 2000 à Sydney.
Pour raccourcir le temps que prenaient les trois serments lors des cérémonies d'ouverture, le CIO a décidé en 2017 de regrouper les trois serments existants en les faisant prononcer pour l'essentiel par le seul athlète. Ce nouveau texte et ce regroupement sont mis en œuvre lors des Jeux d'hiver à Pyeongchang en 2018.
Le serment connaît sa plus grosse modification aux Jeux de 2020, avec l'introduction de la parité avec deux athlètes, deux entraîneurs et deux juges, hommes et femmes, prononçant le serment, qui introduit les notions d'égalité sans discrimination et de « rendre le monde meilleur grâce au sport ».

## Jureurs
Le tableau suivant liste les athlètes, juges et entraîneurs ayant prononcé le serment olympique.
| Jeux                | Jeux                        | Athlète                               | Arbitre                   | Entraîneur               |
| Été                 | Hiver                       | Athlète                               | Arbitre                   | Entraîneur               |
| ------------------- | --------------------------- | ------------------------------------- | ------------------------- | ------------------------ |
| 1920 Anvers         |                             | Victor Boin                           | —                         | —                        |
|                     | 1924 Chamonix               | Camille Mandrillon                    | —                         | —                        |
| 1924 Paris          |                             | Georges André                         | —                         | —                        |
|                     | 1928 Saint-Moritz           | Hans Eidenbenz                        | —                         | —                        |
| 1928 Amsterdam      |                             | Harry Dénis                           | —                         | —                        |
|                     | 1932 Lake Placid            | Jack Shea                             | —                         | —                        |
| 1932 Los Angeles    |                             | George Calnan                         | —                         | —                        |
|                     | 1936 Garmisch-Partenkirchen | Wilhelm Bogner                        | —                         | —                        |
| 1936 Berlin         |                             | Rudolf Ismayr                         | —                         | —                        |
|                     | 1948 Saint-Moritz           | Bibi Torriani                         | —                         | —                        |
| 1948 Londres        |                             | Don Finlay                            | —                         | —                        |
|                     | 1952 Oslo                   | Torbjørn Falkanger                    | —                         | —                        |
| 1952 Helsinki       |                             | Heikki Savolainen                     | —                         | —                        |
|                     | 1956 Cortina d'Ampezzo      | Giuliana Chenal-Minuzzo               | —                         | —                        |
| 1956 Melbourne      |                             | John Landy                            | —                         | —                        |
|                     | 1960 Squaw Valley           | Carol Heiss                           | —                         | —                        |
| 1960 Rome           |                             | Adolfo Consolini                      | —                         | —                        |
|                     | 1964 Innsbruck              | Paul Aste                             | —                         | —                        |
| 1964 Tokyo          |                             | Takashi Ono                           | —                         | —                        |
|                     | 1968 Grenoble               | Léo Lacroix                           | —                         | —                        |
| 1968 Mexico         |                             | Pablo Garrido                         | —                         | —                        |
|                     | 1972 Sapporo                | Keiichi Suzuki                        | Fumio Asaki               | —                        |
| 1972 Munich         |                             | Heidi Schüller                        | Heinz Pollay              | —                        |
|                     | 1976 Innsbruck              | Werner Delle Karth                    | Willy Köstinger           | —                        |
| 1976 Montréal       |                             | Pierre Saint-Jean                     | Maurice Forget            | —                        |
|                     | 1980 Lake Placid            | Eric Heiden                           | Terry McDermott           | —                        |
| 1980 Moscou         |                             | Nikolai Andrianov                     | Aleksandr Medved          | —                        |
|                     | 1984 Sarajevo               | Bojan Krizaj                          | Dragan Perovic            | —                        |
| 1984 Los Angeles    |                             | Edwin Moses                           | Sharon Weber              | —                        |
|                     | 1988 Calgary                | Pierre Harvey                         | Suzanna Morrow-Francis    | —                        |
| 1988 Séoul          |                             | Hur Jae                               | Lee Hak-Rae               | —                        |
|                     | 1992 Albertville            | Surya Bonaly                          | Pierre Bornat             | —                        |
| 1992 Barcelone      |                             | Luis Doreste Blanco                   | Eugeni Asensio            | —                        |
|                     | 1994 Lillehammer            | Vegard Ulvang                         | Kari Karing               | —                        |
| 1996 Atlanta        |                             | Teresa Edwards                        | Hobie Billingsly          | —                        |
|                     | 1998 Nagano                 | Kenji Ogiwara                         | Junko Hiramatsu           | —                        |
| 2000 Sydney         |                             | Rechelle Hawkes                       | Peter Kerr                | —                        |
|                     | 2002 Salt Lake City         | Jimmy Shea                            | Allen Church              | —                        |
| 2004 Athènes        |                             | Zoí Dimoscháki                        | Lazaros Voreadis          | —                        |
|                     | 2006 Turin                  | Giorgio Rocca                         | Fabio Bianchetti          | —                        |
| 2008 Pékin          |                             | Zhang Yining                          | Huang Liping              | —                        |
|                     | 2010 Vancouver              | Hayley Wickenheiser                   | Michel Verreault          | —                        |
| 2012 Londres        |                             | Sarah Stevenson                       | Mik Basi                  | Eric Farrell             |
|                     | 2014 Sotchi                 | Rouslan Zakharov                      | Vyacheslav Vedenin Jr     | Anastasia Popkova        |
| 2016 Rio de Janeiro |                             | Robert Scheidt                        | Martinho Nobre            | Adriana Santos           |
|                     | 2018 Pyeongchang            | Mo Tae-bum                            | Kim Woo-sik               | Park Ki-ho               |
| 2020 Tokyo          |                             | Ryota Yamagata Kasumi Ishikawa        | Masato Kato Asumi Tsuzaki | Kosei Inoue Reika Utsugi |
|                     | 2022 Pékin                  | Wang Qiang Liu Jiayu                  | —                         | —                        |
| 2024 Paris          |                             | Mélina Robert-Michon Florent Manaudou | —                         | Christophe Messina       |